# Actia radialis
Actia radialis là một loài ruồi trong họ Tachinidae.